# Polen i olympiska vinterspelen 2006
Polen deltog i de olympiska vinterspelen 2006 i Turin, med en trupp på 45 deltagare (29 män och 16 kvinnor) fördelade på elva sporter.
Vid invigningsceremonin bars Polens flagga av snowboardåkaren Paulina Ligocka och vid avslutningsceremonin av skidskytten Tomasz Sikora.

## Medaljörer
| Medalj | Namn              | Sport           | Gren                     | Datum            |
| ------ | ----------------- | --------------- | ------------------------ | ---------------- |
| Silver | Tomasz Sikora     | Skidskytte      | Herrarnas 15 km masstart | 25 februari 2006 |
| Brons  | Justyna Kowalczyk | Längdskidåkning | Damernas 30 km fristil   | 24 februari 2006 |

## Alpin skidåkning
| Idrottare            | Gren                  | Final   | Final   | Final   | Final     |
| Idrottare            | Gren                  | Åk 1    | Åk 2    | Totalt  | Placering |
| -------------------- | --------------------- | ------- | ------- | ------- | --------- |
| Michał Kałwa         | Herrarnas kombination | 1.42,72 | DNF     | DNF     | DNF       |
| Michał Kałwa         | Herrarnas slalom      | 59,82   | DNF     | DNF     | DNF       |
| Michał Kałwa         | Herrarnas störtlopp   | i.u.    | i.u.    | 1.56,81 | 44        |
| Michał Kałwa         | Herrarnas super-G     | i.u.    | i.u.    | 1.36,25 | 45        |
| Katarzyna Karasińska | Damernas slalom       | 45,41   | 48,89   | 1.34,30 | 30        |
| Dagmara Krzyżyńska   | Damernas storslalom   | 1.03,86 | 1.12,05 | 2.15,91 | 25        |

## Backhoppning
Fem backhoppare tävlade för Polen vid spelen.
| Idrottare                                         | Gren        | Kval  | Kval      | Första omgången  | Första omgången  | Final            | Final            | Final     |
| Idrottare                                         | Gren        | Poäng | Placering | Poäng            | Placering        | Poäng            | Total            | Placering |
| ------------------------------------------------- | ----------- | ----- | --------- | ---------------- | ---------------- | ---------------- | ---------------- | --------- |
| Adam Małysz                                       | Normalbacke | 130,5 | 4 PQ      | 130,0            | 8 Q              | 131,0            | 261,0            | 7         |
| Kamil Stoch                                       | Normalbacke | 122,5 | 11 Q      | 125,5            | 15 Q             | 121,5            | 247,0            | 16        |
| Robert Mateja                                     | Normalbacke | 127,0 | 4 Q       | 115,0            | 28 Q             | 114,0            | 229,0            | 25        |
| Stefan Hula                                       | Normalbacke | 110,5 | 24 Q      | 115,5            | 27 Q             | 102,5            | 218,0            | 29        |
| Adam Małysz                                       | Stor backe  | 114,1 | 11 PQ     | 114,4            | 10 Q             | 111,3            | 222,7            | 14        |
| Kamil Stoch                                       | Stor backe  | 83,0  | 27 Q      | 96,2             | 30 Q             | 103,8            | 200,0            | 26        |
| Robert Mateja                                     | Stor backe  | 80,3  | 28 Q      | 84,4             | 38               | gick inte vidare | gick inte vidare | 38        |
| Rafał Sliż                                        | Stor backe  | 63,1  | 43        | gick inte vidare | gick inte vidare | gick inte vidare | gick inte vidare | 43        |
| Stefan Hula Adam Małysz Robert Mateja Kamil Stoch | Lagtävling  | i.u.  | i.u.      | 445,2            | 5 Q              | 449,2            | 894,4            | 5         |

## Hastighetsåkning på skridskor
| Idrottare           | Gren                 | Resultat        | Resultat        |
| Idrottare           | Gren                 | Tid             | Pl.             |
| ------------------- | -------------------- | --------------- | --------------- |
| Konrad Niedźwiedzki | Herrarnas 1000 meter | 1.09,95         | 13              |
| Konrad Niedźwiedzki | Herrarnas 1500 meter | 1.48,09         | 12              |
| Maciej Ustynowicz   | Herrarnas 500 meter  | 88,01           | 36              |
| Maciej Ustynowicz   | Herrarnas 1000 meter | diskvalificerad | diskvalificerad |
| Artur Waś           | Herrarnas 500 meter  | 73,04           | 32              |
| Katarzyna Wójcicka  | Damernas 1000 meter  | 1.17,28         | 8               |
| Katarzyna Wójcicka  | Damernas 1500 meter  | 1.59,96         | 11              |
| Katarzyna Wójcicka  | Damernas 3000 meter  | 4.09,61         | 10              |
| Katarzyna Wójcicka  | Damernas 5000 meter  | 7.28,09         | 16              |
| Paweł Zygmunt       | Herrarnas 5000 meter | 6.35,01         | 18              |

## Konståkning
| Idrottare                      | Gren      | CD    | CD   | KP/OD | KP/OD | FP/FD  | FP/FD | Totalt | Totalt |
| Idrottare                      | Gren      | Poäng | Pl.  | Poäng | Pl.   | Poäng  | Pl.   | Poäng  | Pl.    |
| ------------------------------ | --------- | ----- | ---- | ----- | ----- | ------ | ----- | ------ | ------ |
| Aleksandra Kauc Michał Zych    | Isdans    | 24,93 | 21   | 42,06 | 22    | 69,61  | 22    | 136,60 | 21     |
| Dorota Zagórska Mariusz Siudek | Paråkning | i.u.  | i.u. | 56,10 | 9     | 109,85 | 8     | 165,95 | 9      |

## Längdskidåkning
Distans
| Idrottare         | Gren               | Tid       | Pl. |
| ----------------- | ------------------ | --------- | --- |
| Justyna Kowalczyk | Damernas skiathlon | 43.25,6   | 8   |
| Justyna Kowalczyk | Damernas 10 km     | DNF       | 71  |
| Justyna Kowalczyk | Damernas 30 km     | 1:22.27,5 | 3   |
| Janusz Krężelok   | Herrarnas 15 km    | 40.24,5   | 26  |

Sprint
| Idrottare                       | Gren                    | Kval    | Kval | Kvartsfinal      | Kvartsfinal      | Semifinal        | Semifinal        | Final            | Final |
| Idrottare                       | Gren                    | Tid     | Pl.  | Tid              | Pl.              | Tid              | Pl.              | Tid              | Pl.   |
| ------------------------------- | ----------------------- | ------- | ---- | ---------------- | ---------------- | ---------------- | ---------------- | ---------------- | ----- |
| Justyna Kowalczyk               | Damernas sprint         | 2.21,19 | 44   | Gick inte vidare | Gick inte vidare | Gick inte vidare | Gick inte vidare | Gick inte vidare | 44    |
| Janusz Krężelok                 | Herrarnas sprint        | 2.20,04 | 23 Q | 2.21,6           | 4                | Gick inte vidare | Gick inte vidare | Gick inte vidare | 19    |
| Maciej Kreczmer                 | Herrarnas sprint        | 2.20,83 | 33   | Gick inte vidare | Gick inte vidare | Gick inte vidare | Gick inte vidare | Gick inte vidare | 33    |
| Maciej Kreczmer Janusz Krężelok | Herrarnas sprintstafett | i.u.    | i.u. | i.u.             | i.u.             | 17.27,1          | 5 Q              | 17.26,3          | 7     |

## Rodel
| Idrottare                           | Gren      | Final  | Final  | Final  | Final  | Final    | Final     |
| Idrottare                           | Gren      | Åk 1   | Åk 2   | Åk 3   | Åk 4   | Totalt   | Placering |
| ----------------------------------- | --------- | ------ | ------ | ------ | ------ | -------- | --------- |
| Ewelina Staszulonek                 | Damsingel | 48,653 | 47,666 | 48,293 | 47,567 | 3.12,179 | 15        |
| Krzysztof Lipiński Marcin Piekarski | Dubbel    | 49,829 | 48,616 | i.u.   | i.u.   | 1.38,445 | 17        |

## Short track
| Idrottare       | Gren                 | Kval     | Kval | Kvartsfinal      | Kvartsfinal      | Semifinal        | Semifinal        | Final            | Final           |
| Idrottare       | Gren                 | Tid      | Pl.  | Tid              | Pl.              | Tid              | Pl.              | Tid              | Pl.             |
| --------------- | -------------------- | -------- | ---- | ---------------- | ---------------- | ---------------- | ---------------- | ---------------- | --------------- |
| Dariusz Kulesza | Herrarnas 500 meter  | 43,416   | 2 Q  | Diskvalificerad  | Diskvalificerad  | Diskvalificerad  | Diskvalificerad  | Diskvalificerad  | Diskvalificerad |
| Dariusz Kulesza | Herrarnas 1000 meter | 1.29,102 | 2 Q  | 1.30,556         | 4                | Gick inte vidare | Gick inte vidare | Gick inte vidare | 11              |
| Dariusz Kulesza | Herrarnas 1500 meter | 2.24,118 | 5    | Gick inte vidare | Gick inte vidare | Gick inte vidare | Gick inte vidare | Gick inte vidare | 22              |

## Skeleton
| Monika Wołowiec | Damer | 1.02,31 | 1.02,99 | 2.05,30 | 15 |

## Skidskytte
Damer
| Idrottare                                                            | Gren      | Tid       | Missar      | Placering |
| -------------------------------------------------------------------- | --------- | --------- | ----------- | --------- |
| Magdalena Grzywa                                                     | 15 km     | 1:00.41,3 | 7 (2+0+3+2) | 71        |
| Magdalena Gwizdoń                                                    | Sprint    | 23.54,7   | 1 (0+1)     | 20        |
| Magdalena Gwizdoń                                                    | Jaktstart | 41.12,6   | 3 (1+0+1+1) | 21        |
| Magdalena Gwizdoń                                                    | 15 km     | 55.17,5   | 4 (1+1+1+1) | 33        |
| Magdalena Gwizdoń                                                    | Masstart  | 45.59,5   | 5 (0+2+2+1) | 29        |
| Magdalena Nykiel                                                     | Sprint    | 25.32,2   | 1 (1+0)     | 56        |
| Magdalena Nykiel                                                     | Jaktstart | Varvad    | Varvad      | Varvad    |
| Krystyna Pałka                                                       | Sprint    | 24.07,3   | 1 (0+1)     | 25        |
| Krystyna Pałka                                                       | Jaktstart | 43.26,5   | 5 (2+1+1+1) | 37        |
| Krystyna Pałka                                                       | 15 km     | 51.50,7   | 0           | 5         |
| Krystyna Pałka                                                       | Masstart  | 46.31,5   | 3 (1+2+0+0) | 30        |
| Katarzyna Ponikwia                                                   | Sprint    | 26.17,3   | 1 (1+0)     | 63        |
| Katarzyna Ponikwia                                                   | 15 km     | 57.32,7   | 4 (2+1+1+0) | 56        |
| Krystyna Pałka Magdalena Gwizdoń Katarzyna Ponikwia Magdalena Grzywa | Stafett   | 1:20.29,3 | 8           | 7         |

Herrar
| Idrottare                                                         | Gren      | Tid       | Missar      | Placering |
| ----------------------------------------------------------------- | --------- | --------- | ----------- | --------- |
| Grzegorz Bodziana                                                 | Sprint    | 30.08,4   | 1 (0+1)     | 67        |
| Grzegorz Bodziana                                                 | 20 km     | 1:03.39,6 | 5 (0+2+1+2) | 72        |
| Michał Piecha                                                     | Sprint    | 30.01,6   | 2 (1+1)     | 64        |
| Krzysztof Pływaczyk                                               | 20 km     | 1:04.12,9 | 4 (1+0+2+1) | 75        |
| Tomasz Sikora                                                     | Sprint    | 27.54,3   | 2 (1+1)     | 19        |
| Tomasz Sikora                                                     | Jaktstart | 37.31,6   | 4 (2+0+1+1) | 18        |
| Tomasz Sikora                                                     | 20 km     | 57.22,1   | 3 (1+1+1+0) | 21        |
| Tomasz Sikora                                                     | Masstart  | 47.26,3   | 1 (0+0+0+1) | 2         |
| Wiesław Ziemianin                                                 | Sprint    | 28.10,1   | 0           | 25        |
| Wiesław Ziemianin                                                 | Jaktstart | 38.42,3   | 1 (0+1+0+0) | 28        |
| Wiesław Ziemianin                                                 | 20 km     | 1:01.16,0 | 4 (2+0+1+1) | 53        |
| Wiesław Ziemianin Tomasz Sikora Michał Piecha Krzysztof Pływaczyk | Stafett   | 1:26.57,0 | 12          | 13        |